# Капрарико (Матера)
Капрарико (итал. Caprarico) је насеље у Италији у округу Матера, региону Базиликата.
Према процени из 2011. у насељу је живело 32 становника. Насеље се налази на надморској висини од 161 м.